# Seux
Seux – miejscowość i gmina we Francji, w regionie Hauts-de-France, w departamencie Somma.
Według danych na rok 1990 gminę zamieszkiwały 162 osoby, a gęstość zaludnienia wynosiła 46 osób/km² (wśród 2293 gmin Pikardii Seux plasuje się na 835. miejscu pod względem liczby ludności, natomiast pod względem powierzchni na miejscu 1011.).